# Sociedade Edo

Um gráfico hierárquico social baseado em teorias acadêmicas antigas. Tais diagramas hierárquicos foram removidos dos livros didáticos japoneses após vários estudos na década de 1990 revelarem que camponeses, artesãos e comerciantes eram de fato iguais e meramente categorias sociais. Sucessivos shoguns detinham as mais altas ou quase mais altas posições da corte, superiores às da maioria dos nobres da corte.

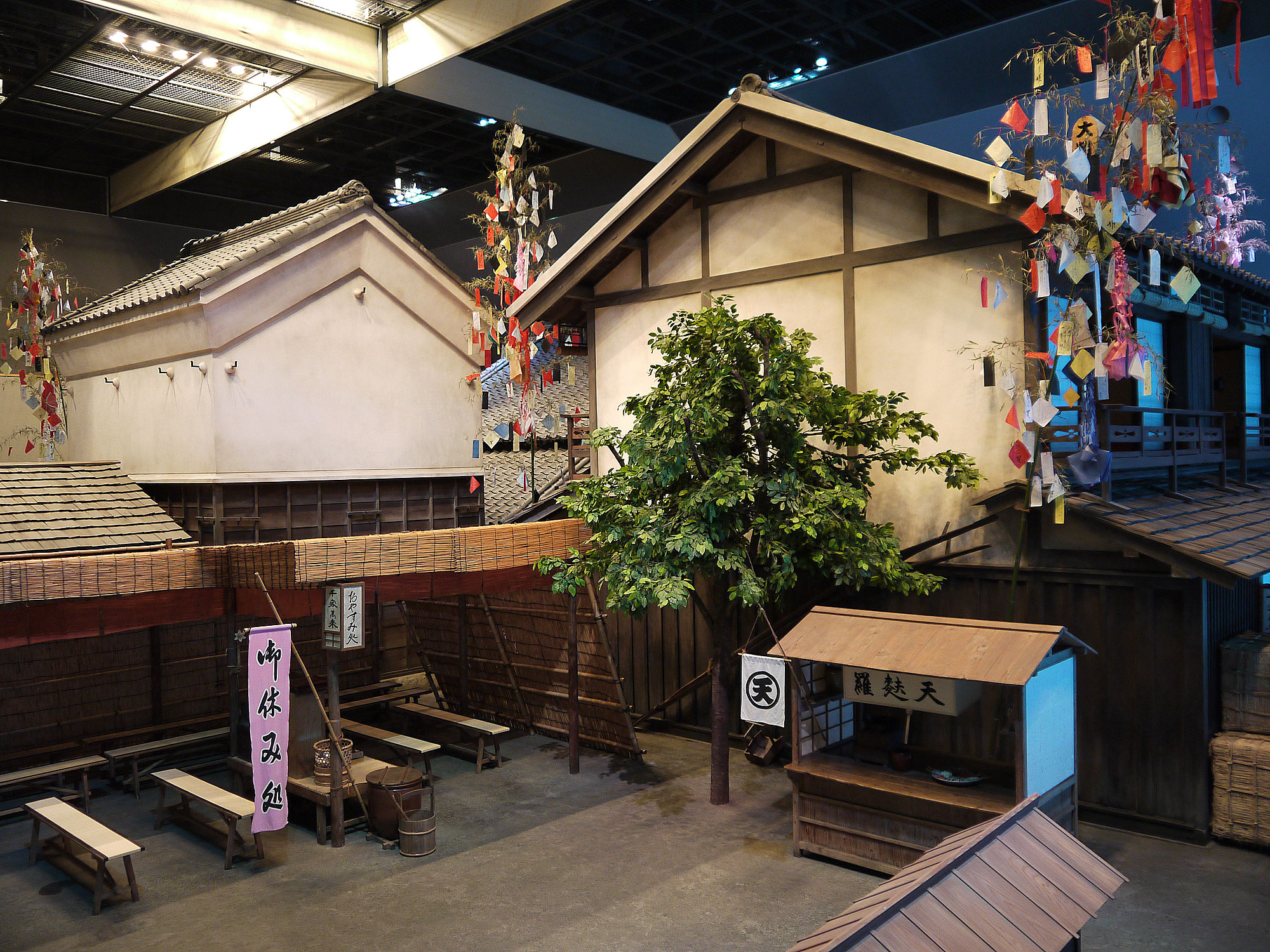
Distrito da classe trabalhadora do período Edo (Museu Edo de Fukagawa)

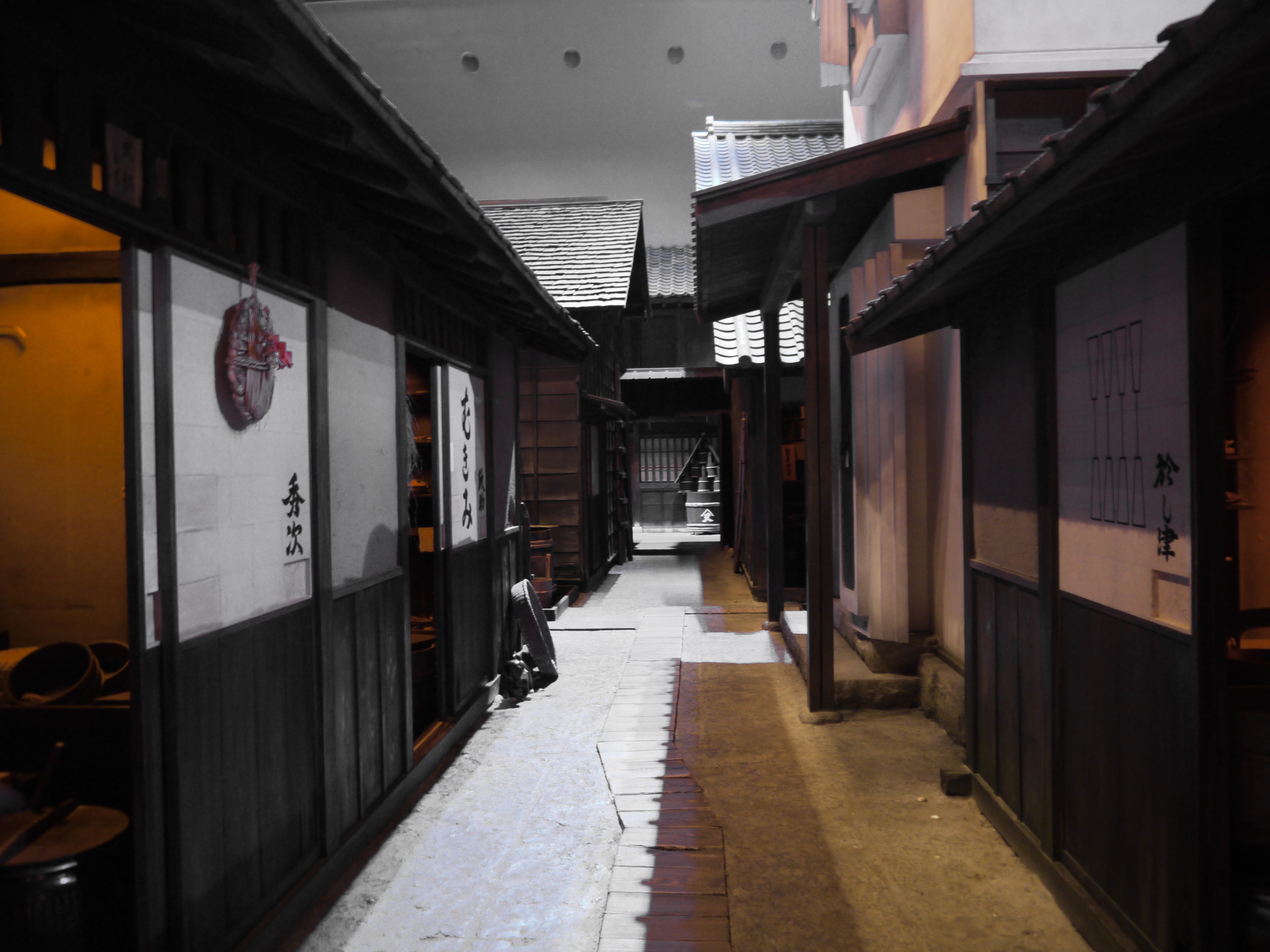
Apartamentos do distrito da classe trabalhadora (Museu Edo de Fukagawa)

A sociedade Edo refere-se à sociedade do Japão sob o domínio do Shogunato Tokugawa durante o período Edo de 1603 a 1868.
A sociedade Edo era uma sociedade feudal com rígida estratificação social, costumes e regulamentações destinadas a promover a estabilidade política. O Imperador do Japão e os kuges eram a classe dominante oficial do Japão, mas não tinham poder. O shōgun do clã Tokugawa, os daimyōs, e seus vassalos da classe samurai administravam o Japão através de seu sistema de domínios. A maioria da sociedade Edo eram plebeus divididos em classes de camponeses, artesãos e comerciantes, e vários grupos "intocáveis" ou Burakumin.
O shogunato Tokugawa governava dividindo o povo em quatro categorias principais. Acadêmicos mais antigos acreditavam que havia Shi-nō-kō-shō (士農工商, Quatro Ocupações) de "samurai, camponeses (hyakushō), artesãos e comerciantes" (chōnin) sob os daimyo, com 80% de camponeses sob a classe samurai de 5%, seguidos por artesãos e comerciantes. No entanto, vários estudos revelaram desde cerca de 1995 que as classes de camponeses, artesãos e comerciantes sob os samurai são iguais, e o antigo gráfico hierárquico foi removido dos livros didáticos de história japonesa. Em outras palavras, camponeses, artesãos e comerciantes não são uma ordem hierárquica social, mas uma classificação social.
O bakumatsu a partir de 1853 levou a uma crescente oposição ao sistema Edo e foi desmantelado após a Restauração Meiji em 1868.

## Declínio

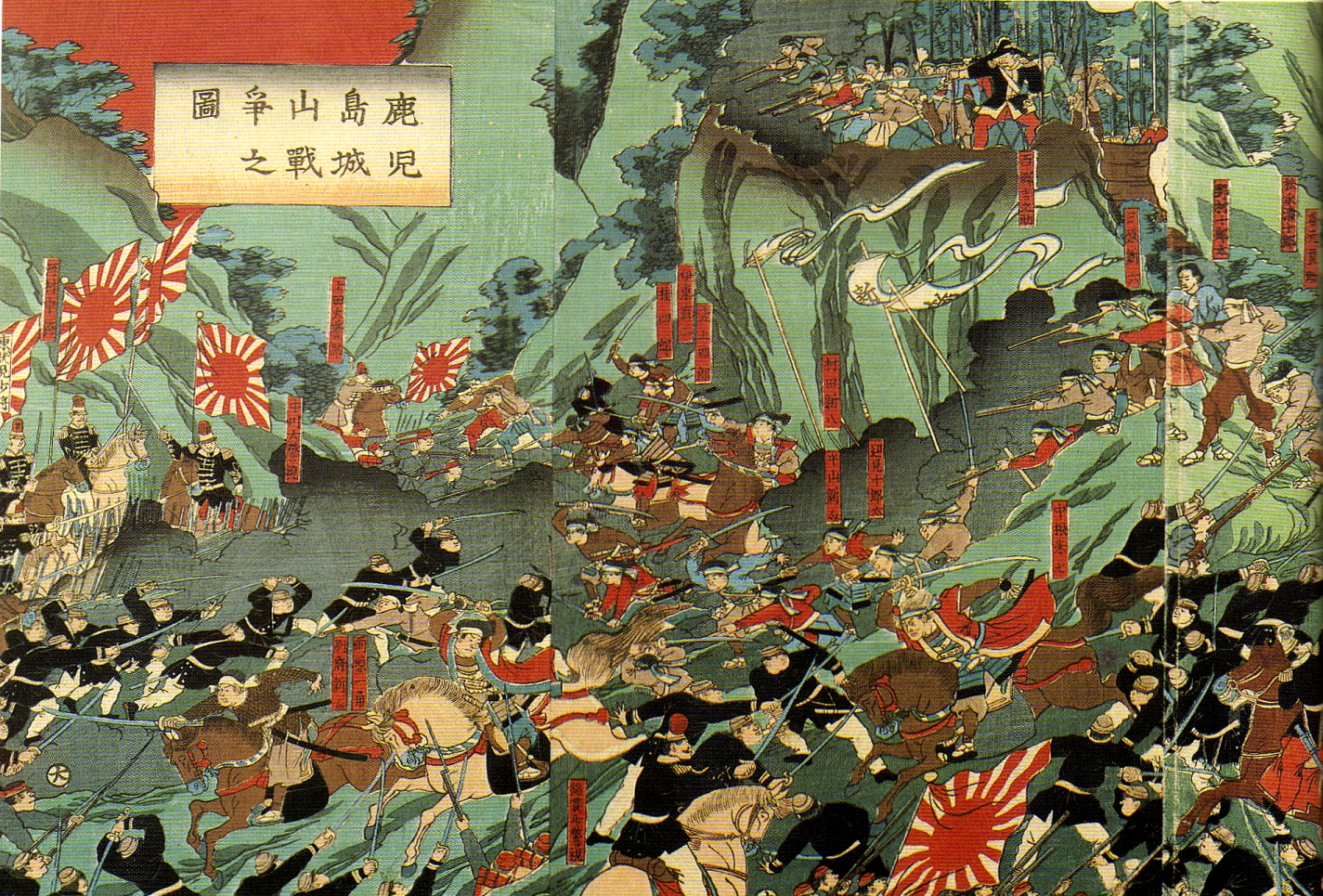
A derrota na Batalha de Shiroyama em 1877 efetivamente acabou com a classe samurai

A base da sociedade Edo era sua ordem social estável, mas as mudanças na sociedade japonesa nos dois séculos seguintes começaram a desafiar o sistema Tokugawa. O crescente urbanização e o aumento do consumismo fizeram com que a riqueza se concentrasse fora da classe samurai, e seus estipêndios fixos não aumentaram, apesar do aumento do custo das commodities. O custo cada vez mais oneroso da etiqueta social adequada levou muitos samurais a se endividarem com famílias ricas de comerciantes urbanos. Os comerciantes, por sua vez, foram impedidos de mostrar suas riquezas por medo de violar as leis que restringiam os privilégios à classe samurai. Isso criou um ressentimento cada vez mais profundo, mas também aumentou a interdependência entre as duas classes.:159
Alguns estudiosos japoneses começaram a questionar as crenças confucionistas que forneceram a base da sociedade Edo.:57 Além disso, inúmeras mudanças nas áreas rurais desafiaram cada vez mais o sistema Tokugawa. A nova tecnologia que aumentou a produtividade permitiu que algumas famílias camponesas produzissem um excedente de alimentos, criando uma renda disponível que poderia ser usada para apoiar empreendimentos além da agricultura. Alguns camponeses também ficaram endividados com seus vizinhos mais ricos, e mais famílias perderam a propriedade de suas terras. Isso provocou ressentimento que às vezes explodia em violência contra os proprietários e a elite da aldeia.
Em 1853, o início do bakumatsu viu a sociedade Edo cada vez mais questionada pelo povo japonês quando as potências ocidentais usaram sua superioridade tecnológica para forçar concessões dos Tokugawa nos tratados desiguais. Muitos japoneses, incluindo membros do samurai, começaram a culpar os Tokugawa pelo "atraso" do Japão e subsequente humilhação. Um movimento de modernização que defendia a abolição do feudalismo e o retorno do poder à Corte Imperial acabou por derrubar o Xogunato Tokugawa na Restauração Meiji em 1868.

O novo governo Meiji do Império do Japão logo aboliu o sistema de classes Tokugawa que havia caracterizado a sociedade Edo. As classes kuge e daimyo foram fundidas na classe aristocrática kazoku com privilégios de classe que formavam a oligarquia Meiji. A maioria dos samurais restantes que não se tornaram kazoku foram designados como shizoku, uma classe distinta sem privilégios de classe que era puramente um título no registro do governo. Os plebeus e os burakumin foram fundidos em uma única classe plebeia sem restrições ou distinção por sua ocupação, embora os burakumin continuassem a enfrentar discriminação semelhante à sociedade Edo.